# Eucereon amadis
Eucereon amadis là một loài bướm đêm thuộc phân họ Arctiinae, họ Erebidae.